# Uvis Helmanis
Uvis Helmanis (Talsi, 10 giugno 1972) è un allenatore di pallacanestro ed ex cestista lettone.
Alto 204 cm per 116 kg, giocava come ala.

## Carriera
Con la Lettonia ha disputato sei edizioni dei Campionati europei (1997, 2001, 2003, 2005, 2007, 2009).

## Palmarès
- Campionato tedesco: 1

Brose Bamberg: 2004-05
- Campionato lettone: 1

Barons Rīga: 2009-10